# داده بدون ساختار
داده بدون ساختار (یا ناساختمند یا اطلاعات بدون ساختار) (به انگلیسی: Unstructured data/information) به اطلاعاتی گفته می‌شود که یا مدل داده ی از پیش تعیین شده‌ای ندارد، یا به صورت پیش فرض سازمان‌دهی نشده‌است. داده‌های بدون‌ساختار معمولاً پر از «نوشته متنی ساده» می‌باشند، اما داده‌هایی مثل تاریخ، اعداد، یا واقعیت‌ها هم می‌توانند بدون‌ساختار باشند. داده‌های بدون‌ساختار باعث بی‌نظمی یا ابهام‌هایی برای برنامه‌های کامپیوتری مرسوم می‌شوند که در داده‌های ساختار دار موجود در فیلدهای پایگاه داده، یا در سندهای دارای تگ‌های معنایی (توضیح دار)، وجود ندارد.

## میزان داده‌های بدون‌ساختار در مقابل داده‌های ساخت‌یافته
قابل ذکر است که بالای ۸۰ تا ۹۰ درصد از اطلاعاتی که به صورت بالقوه در کسب و کارها قابل استفاده اند، از داده‌های بدون‌ساختار منشأ گرفته‌اند. امروزه طبق پیشبینی‌ها برآورد می‌شود که حوزهٔ دایرهٔ اطلاعات جهانی در سال ۲۰۲۵ به ۱۶۳ زتابایت برسد، که بیشتر آنها داده بدون‌ساختار می‌باشند. مجلهٔ جهان کامپیوتر مطرح کرده‌است که ۷۰ تا ۸۰ درصد همهٔ دادهٔ سازمان‌ها را می‌توان بدون‌ساختار به حساب آورد.

## مثال
این موارد «اطلاعات بدون‌ساختار» می‌باشند:
- متن‌هایی که توسط واژه‌پردازها ایجاد شده‌اند
- پیام‌های ایمیل
- تصاویر
- صداهای دیجیتال
- فیلم‌های دیجیتالی[۲]